# 金魚ばち
金魚ばち（きんぎょばち）は、ホリプロに所属していた女性お笑いコンビ。

## 来歴
- 役者志望で舞台芸術学院に入学し、知り合った中村真弓、氏家裕子の2人で結成。入学式の日に偶然席が隣同士で、氏家が中村を誘う形で組まれたという。当時は学校の発表会などでネタを披露していた。
- 2002年12月にホリプロのお笑い勉強生として合格し、翌2003年3月22日に新宿のスペース107で行われたホリプロお笑いライブにて初舞台を踏む。
- テレビ出演のほか、ライブ活動を多数行う。2006年8月頃からは同じホリプロ所属のお笑い芸人、川村エミコと川中氏（3人の頭文字をあわせた名前）というユニットで、井の頭公園などでのストリートライブも行っていた。
- 芸能人女子フットサルチーム「XANADU loves NHC」には2005年頃に二人一緒に加入したが、既に2人とも退団している。
- このコンビ名が付いたのは、氏家の携帯電話に付いていた金魚のストラップがきっかけだったとのこと。
- 髪型は中村は短髪、氏家は長髪とはっきり髪型に違いが出ているが、これは『髪型が同じだと顔も同じように見えそうだから意図的に違えた』とのことである。[1]
- 2007年7月31日をもってコンビを解散し、中村はピン芸人として再出発、氏家は芸人を引退することが、公式ブログなどで発表された。その後中村は2008年10月で芸人活動を終了し、役者に転身した。

## メンバー
- 中村真弓（なかむら まゆみ、1980年3月25日 - 、長野県出身、A型）
- 氏家裕子（うじいえ ゆうこ、1979年10月13日 - 、千葉県出身、B型）

## 出演

### テレビ
- アッコにおまかせ!（アシスタント、2004年から出演）
- 奥さまは外国人（“宴会マン”として出演）
- やるヌキッ!（テレビ東京、2003年12月）
- トコトンハテナ（テレビ東京、2006年3月　小原正子と一緒に『キンギョバチオハラ』として出演）
- ときめき夢工房（2006年3月）
- ブスの瞳に恋してる
- ガダルカナル・タカのこちらDERUとこ編集部（BS-i、2007年1月）

### ラジオ
- 笑ってE-じゃん!（アール・エフ・ラジオ日本、2006年5月）

### ライブ
- ホリプロお笑いジェンヌライブ